# 渤海化工
天津渤海化工集團有限責任公司（除牌當時為1065.HK、600874.SS），前香港和上海上市公司，創辦於1986年天津市，主要業務產品包括产品涉及氯碱、有机化工、无机化工、精细化工、橡塑加工、生物化工等。全部來自中國收入。

## 歷史
1993年6月8日成立股份有限公司，並在香港及上海上市，後來由於中國化工進入處於虧損狀態，於是天津市政府進行置換資產，現時天津創業環保集團股份至今，當時是2001年1月8日。

## 外部連結
- 渤海化工官方网站 （页面存档备份，存于）